# Overstroming van Valencia (1957)
Op 14 oktober 1957 werd de Spaanse stad Valencia getroffen door een grote overstroming van de rivier Turia. De oorzaak was een meteorologisch verschijnsel met de naam DANA. Bij de ramp kwamen meer dan 400 personen om het leven en leed de stad aanzienlijke materiële schade.
De overstroming was het gevolg van een periode van 13 dagen met zware regenval stroomopwaarts, waarbij tussen 100 en 300 mm regen viel. Als gevolg daarvan werd voornamelijk het oude stadsdeel van Valencia getroffen door twee vloedgolven: de eerste van 2700 m³/s met een snelheid van 3,24 m/s, gevolgd door een tweede van 3700 m³/s met een snelheid van 4,16 m/s. Opmerkelijk was dat het gebied rond de  kathedraal droog bleef, waaruit bleek dat de locatiekeuze voor deze kerk eeuwen eerder een goede was geweest. De waterhoogte was per stadsdeel verschillend, vanaf ca. 40 cm rondom de Avenida Reino de Valencia, 2,25 m rond de Plaza de Tetuán tot 5,2 m bij Calle Doctor Oloriz.
Na de overstroming werd het Zuidplan opgesteld, een project om de rivier om te leiden naar een locatie buiten de stad. Over de oude rivierbedding was enige tijd verschil van inzicht, er waren plannen om er een snelweg doorheen te leggen, maar uiteindelijk werd het in de jaren tachtig een langgerekt park door de stad: Jardín del Turia.